# 麥迪遜·考托恩
大衛·麥迪遜·考托恩（英語：David Madison Cawthorn，1995年8月1日—），美國共和黨籍政治人物，2021年至2023年在美國眾議院代表北卡羅來納州的第十一選區；該選區包括州內西部大部分地區。他是自小傑德·約翰遜以來最年輕的國會議員，並且是第一位1990年代出生的議員。

## 政治立場
考托恩的勝選感言提到未來的同事：紐約州選區眾議員亞歷山德里婭·歐加修-寇蒂茲（AOC）和極左分子誤導下一代美國人的日子已經屈指可數了。感謝北卡羅萊納州西部的選民們選擇了捍衛自由和華盛頓新一代領導人。
考托恩于2022年5月18日，因醜聞和共和黨的反對，而在共和党众议院初选中败于州参议员查克·爱德华兹，无法得以连任。

## 外部連結
- 麥迪遜·考托恩的X（前Twitter）
- 麥迪遜·考托恩的Instagram帳戶